# 肯尼斯·萊文伯格
肯尼斯·萊文伯格（英語：Kenneth Levenberg，1919年8月6日—1973年9月）是一名美國統計學家，也是廣泛使用的非線性最小平方法擬合方法的原作者，後來被唐納德·馬夸特改良，稱為萊文伯格-馬夸特算法。
萊文伯格於1944年在法蘭克福兵工廠工作時首次公布了該算法。之後他為波音公司工作，開發了用於設計波音737的數學模型。萊文伯格在夏威夷大學希洛分校數學系結束了他的職業生涯，並於1973年在夏威夷去世。
萊文伯格在1970年被列入美國科學名人錄。